# Воробьёв, Николай Юрьевич
Николай Юрьевич Воробьёв (род. 4 июня 1963, Балашов, Саратовская область) — российский государственный и политический деятель, сенатор Российской Федерации с 7 октября 2024 года. Вошёл в Комитет Совета Федерации по Регламенту и организации парламентской деятельности. 
С 2009 года депутат Тульской областной думы 5, 6 и 7 созывов, с 2020 по 2024 годы — председатель Тульской областной думы 7 созыва, член фракции «Единая Россия». Секретарь Тульского регионального отделения партии «Единая Россия», в январе 2022 года переизбран на пятилетний срок. Член генерального совета партии «Единая Россия». Генеральный директор ООО «Газпром межрегионгаз Тула» и АО «Газпром газораспределение Тула».
Состоит в попечительском совете Тульского регионального отделения Ассоциации юристов России.

## Биография
Николай Воробьёв родился 4 июня 1963 года в Балашове.
В 1984 году в 21 год окончил Горьковское высшее военное училище тыла имени И. Х. Баграмяна по специальности инженер-экономист.
С 1984 по 1992 год проходил службу в Вооружённых силах Советского Союза на различных офицерских должностях. В 1992 завершил военную карьеру.
С 1992 года в городе Балашове, работал в коммерческих организациях.
С июня 1992 по январь 1994 года работал в российско-канадском швейном предприятии «М.Гудбай — Лада», инженер по снабжению, начальник отдела снабжения и сбыта.
С января 1994 по октябрь 1996 года работал на Балашовской швейной фабрике «Лада», заместитель директора по коммерческим вопросам.
С ноября 1996 по март 1997 года — директор АОЗТ «Велмакс», г. Балашов.
С апреля 1997 по январь 1998 — директор «Текстильторг», г. Балашов.
С января 1998 по август 2002 года — внешний управляющий, генеральный директор АООТ (затем ОАО) «Горпищекомбинат Балашовский». В июле 1998 года распоряжением губернатора Саратовской области Д. Ф. Аяцкова был включён в состав межведомственной комиссии по разработке программы «Минеральные воды саратовской области».
В августе 2002 года назначен директором ООО «Тулаюргазсервис» в Туле. Занимал должность по октябрь 2002 года. 
С апреля по июнь 2003 ― заместитель генерального директора ООО «Воронежрегионгаз» г. Воронеж. С июня по октябрь 2003 года – генеральный директор ООО «Инвестиционно-финансовая компания», г. Воронеж.
В ноябре 2003 года 40-летний Николай Воробьёв принят в ООО «Агора-ойл» в Туле на должность коммерческого директора. Работал в компании по декабрь 2006 года.
С января по октябрь 2007 года ― директор ООО «Регионтехкомплект», г. Тула.
С ноября 2007 года работал в ООО «Тульская региональная компания по реализации газа» (ООО «Туларегионгаз», входила в группу компаний «Межрегионгаз») — поставщик газа ОАО «Газпром» предприятиям и организациям Тульской области. Николай Воробьёв пришёл в компанию вскоре после того как в начале ноября 2007 года совет директоров назначил генеральным директором Василия Драчена. С ноября 2007 по сентябрь 2008 года – советник генерального директора по работе с органами власти; С октября 2008 по июль 2010 года – заместитель генерального директора по административным вопросам и работе с персоналом, заместитель генерального директора по персоналу и общим вопросам.
В 2009 окончил Тульский государственный университет по специальности теплоснабжение и вентиляция.
Летом 2009 года Воробьёв был выдвинут партией «Единая Россия» на выборах в Тульскую областную думу 5 созыва. Выборы проводились по пропорциональной системе. В общей части списка «Единой России» был лишь губернатор Тульской области Вячеслав Дудка. Воробьёв шёл в региональной группе № 15 «Суворовская» вторым номером после Александра Ермакова. На состоявшихся 11 октября 2009 года выборах список «Единой России» получил 55,40 %, что было реализовано в 31 мандат из 48. По итогам выборов депутатами стали и Ермаков, и Воробьёв.
В думе работал на неосвобождённой основе, совмещая эту работу с работой в Туларегионгазе.
В начале июля 2010 года назначен генеральным директором ООО «Газпром межрегионгаз Тула» (ООО «Туларегионгаз»), а также по совместительству генеральный директор АО «Газпром газораспределение Тула» (ОАО «Тулаоблгаз»).
В 2011 году окончил Тульский государственный университет, получил специальность юрист.
В 2012—2013 годах был руководителем тульской региональной общественной приемной председателя партии «Единая Россия» Д. А. Медведева.
Летом 2014 года Воробьёв снова выдвинут «Единой Россией» на выборах в Тульскую областную думу 6 созыва. Выборы проводились по смешанной системе: 19 депутатов избирались по партийным спискам в едином округе и 19 в избирательных округах. В общей части списка «Единой России» было трое: губернатор Тульской области Владимир Груздев, гендиректор НПО «Сплав» Николай Макаровец, директор музея-усадьбы Л. Н. Толстого «Ясная Поляна» Екатерина Толстая. Воробьёв шёл в региональной группе № 14 первым номером, а также в избирательном округе № 14 (Суворовский район). На состоявшихся 14 сентября 2014 года выборах был избран депутатом в округе № 14, получив большинство голосов.
Летом 2019 года Воробьёв снова выдвинут «Единой Россией» на выборах в Тульскую областную думу 7 созыва. Выборы проводились по смешанной системе: 12 депутатов избирались по партийным спискам в едином округе и 24 в избирательных округах. Воробьёв шёл в региональной группе № 5 первым номером, а также в избирательном округе № 9. На состоявшихся 8 сентября 2019 года выборах в округе № 9 он получил 57,44 % голосов при явке 41,6 % и был избран депутатом. 
С сентября 2019 ― первый заместитель председателя Тульской областной Думы Сергея Харитонова. 
В августе 2020 года в СМИ сообщалось, что Воробьёв подарил жителям села Богданово Суворовского района детскую игровую площадку.
17 декабря 2020 года Сергей Харитонов сложил полномочия председателя и новым председателем депутаты избрали Николая Воробьёва При этом он продолжил работать в думе на неосвобожденной основе, совмещая эту работу с работой генеральным директором ООО «Газпром межрегионгаз Тула» и АО «Газпром газораспределение Тула». Соответствующие изменения внесены в Устав Тульской области и регламент Тульской областной думы..
В мае 2023 года вместе с другими членами тульского отделения «Единой России» ездил в Мариуполь. В сентябре 2024 года назначен сенатором Совета Федерации от Правительства Тульской области.
С октября 2024 года ― сенатор РФ — представитель от исполнительного органа государственной власти Тульской области. Был наделён полномочиями с 7 октября 2024 года губернатором области Дмитрием Миляевым (указ от 12 сентября 2024 года).

## Награды
- Медаль ордена «За заслуги перед Отечеством» II степени (2013)
- Медаль ордена «За заслуги перед Отечеством» I степени (2019)
- Орден Дружбы (2022)[16].

## Семья
Женат.

## Имущество и доходы
В 2015 году доходы составили 12,2 млн руб. В 2016 году заработал 11,86 млн рублей.